# 孔汪
孔汪（？—392年），字德泽，会稽山阴人，孔子二十六代孙，孔愉之子，孔訚之弟，孔安国之兄。
孔汪的同辈堂兄弟都缺乏才气名声，以家业富足强盛而自立，只有孔汪与弟弟孔安国少年时经历孤苦清贫的磨砺，孔汪好学有志行，以正直信实著称。晋孝武帝时，孔汪官至侍中。当时茹千秋以佞媚受到会稽王司马道子的宠信，孔汪屡次向晋孝武帝谏言，皇帝都不采纳他的意见，后将其贬官为尚書太常卿，孔汪认为不合意，请求外调，被任命为假节、都督交广二州诸军事、征虏将军、平越中郎将、广州刺史，孔汪任内很有政绩，为岭南人所称颂。太元十七年（392年），孔汪去世。